# كابتن أميركا : سوبر سولجر
كابتن أميركا: سوبر سولجر (بالإنجليزية:Captain America: Super Soldier) ، هي لعبة إلكترونية من نوع أكشن أنتجت من قبل شركة سيجا بالترخيص من مارفل كومكس سنة 2012م ، وتعمل على أنظمة فيديو وهي : بلاي ستيشن 3 و نينتندو 3دي إس و نينتندو دي إس و إكس بوكس 360 و وي.

## قصة اللعبة
يقوم كابتن أميركا للذهاب إلى قارة أوروبا سنة 1944 ، وذلك للبحث عن زعيم الأشرار ذات الشعار : الجمجمة وأيادي الأخطبوط ، وذلك للغرض من تدمير قدرات العدو وهـدمه.

### خلفيات اللعبة
كما قامت منتجي اللعبة بوضع شخصيات في الصور الخلفية من ملوك ألمانيا منذ زمن الحروب الصليبية إلى حكومة الفايمر الألمانية ، بالإضافة إلى تمكين بطل اللعبة لهدم التماثيل اختيارياً ، ومواجهة أصحاب الجمجمة والذين شبهت كثيراً بالحركة الرايخ الثالث الألماني.

## وصلات خارجية
- الموقع الرسمي
- كابتن أميركا : سوبر سولجر على موقع IMDb (الإنجليزية)